# España 2000
España 2000 (littéralement « Espagne 2000 » en espagnol) est un parti d'extrême droite espagnol fondé en juillet 2002.

## Historique
Initialement, España 2000 est une coalition de partis nationalistes espagnols composée de Démocratie nationale (DN), du Mouvement social républicain (MSR) et du Parti national des travailleurs. La controverse porte sur les activités professionnelles de José Luis Roberto, qui défend, dans le cadre de sa profession d'avocat les intérêts de maisons closes (tolérées en Espagne).[réf. nécessaire]
José Luis Roberto fonde alors son propre parti, España 2000.
En 2014, le parti compte 4 000 adhérents, cinq élus municipaux, et aucun député. Le parti provoque l'indignation des autorités locales en hébergeant dans son siège à Valence l'association Foyer social patriote María Luisa Navarro, créée par José Luis Roberto, fondateur et leader d’España 2000. Cette association distribue aux pauvres de la nourriture, mais uniquement aux Espagnols, qui doivent faire preuve de leur nationalité en montrant leur carte d'identité. Une plainte pour discrimination est déposée, puisque les étrangers ne peuvent pas bénéficier de ces distributions de vivres. Selon France 24, España 2000 s'inspire, pour ces aides aux plus pauvres, des actions du groupe néonazi Aube Dorée en Grèce. Selon Espana 2000, les Espagnols ont un sentiment d'injustice face à l'allongement des listes d'attente pour les aides sociales, et les associations en général s'occuperaient en priorité des immigrés, ces derniers ne pouvant pas compter sur un réseau familial pour les aider.
Le programme de « préférence nationale » d'España 2000 et de l'extrême droite espagnole en général ne rencontre que peu de succès auprès des Espagnols, contrairement aux autres pays européens, alors que l'Espagne est pourtant particulièrement frappée par la crise économique, avec notamment 26 % de chômage dans la population active,.

## Idéologie
L’historien Antonio Rivera Blanco le décrit comme « "blavériste" et anticatalaniste ».
España 2000 fait de la lutte contre l'immigration sa priorité. Le site du parti comporte le slogan suivant : « Pas un de plus ! Six millions de chômeurs en Espagne, c’est six millions d’immigrés en trop. ». Le parti défend également l'unité de l'Espagne face aux nationalismes catalan ou basque notamment.
Selon France 24, España 2000 serait un parti islamophobe, xénophobe, et populiste, et s'est inspiré pour son logo de celui du Front national. On peut lire sur le site du parti le slogan suivant : « L’islam est incompatible avec l’Europe ».
Par ailleurs, un autre slogan visible sur le site du parti est : « Pour une banque publique au service des Espagnols ».
En 2014, le programme du parti ne comporte qu'une seule section sur les femmes, nommée « La défense de la vie ». Le parti défend la famille hétérosexuelle et ne mentionne les femmes qu'en tant que mères de famille : selon España 2000, « l'abolition de toutes les différences entre le rôle des femmes et des hommes est un déni de la réalité biologique et culturelle qui donne à la femme une responsabilité particulière dans la procréation et l'éducation des enfants. (...) C'est absurde de dresser les unes contre les autres les mères au foyer et les mères qui travaillent, car la nation a besoin d'enfants provenant des deux classes. Nous devons donc créer des conditions favorables pour les mères sans emploi et les mères employées. ». Dans le programme du parti, les femmes ne sont mentionnées que dans deux courts passages, l'un se plaignant du faible taux de natalité des femmes espagnoles au regard de l'« immigration massive ». Dans le second passage, le programme parle de tensions générées par l'immigration « massive », dans le contexte de « cultures et de manières de vivre étrangères à l'Europe », et condamne le port de la burqa.

## Manifestations
12 octobre à Valence : Sous le slogan « Fier d'être espagnol ». Le 12 octobre 2007, le parti rassemble entre 2 500 (selon la police) et 10 000 manifestants (selon les organisateurs)

## Résultats électoraux

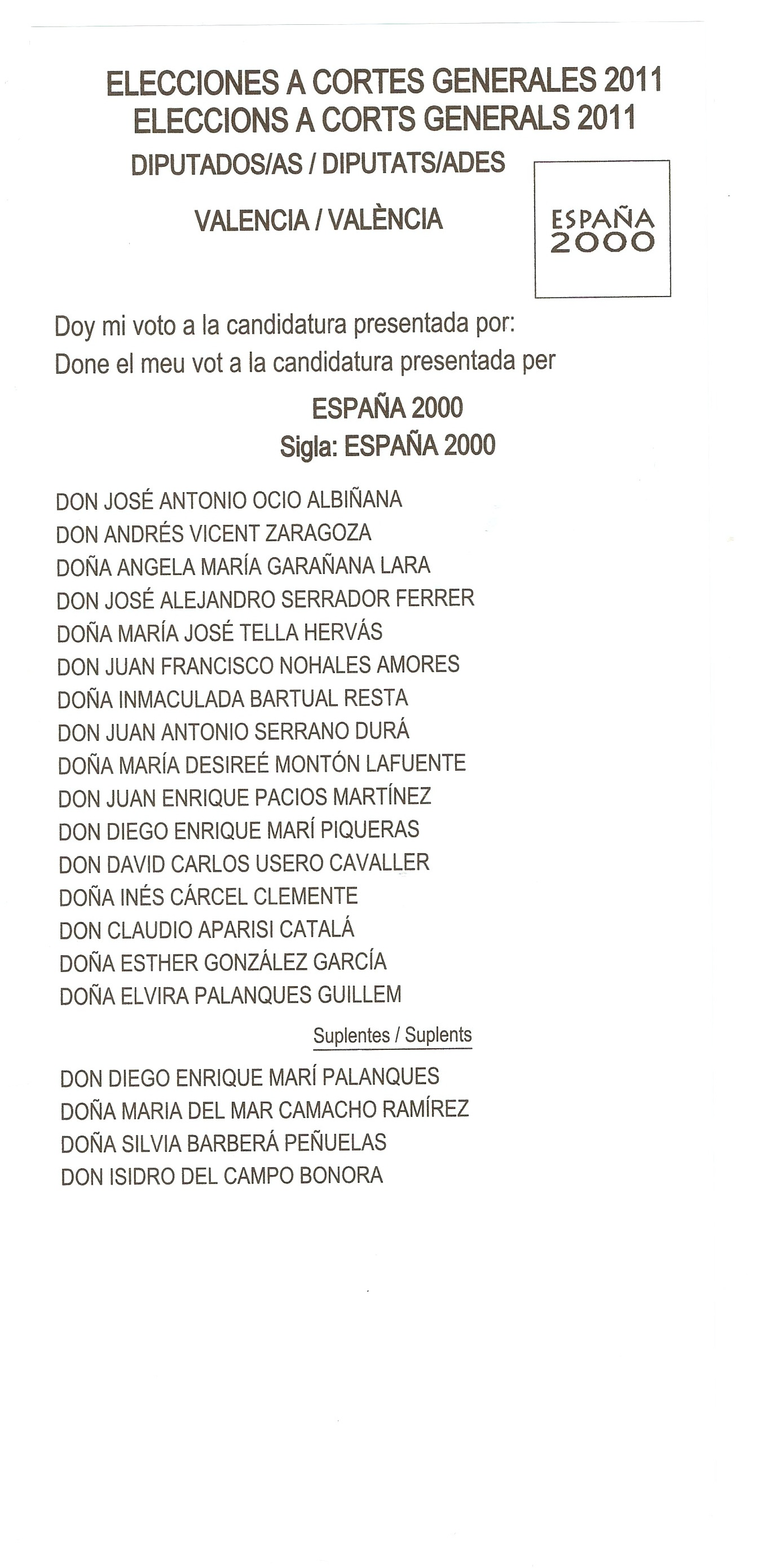

Le parti se présente pour la première fois lors des élections régionales et municipales de 2003, puis lors des élections nationales de 2004.
Lors des élections municipales de 2007, le parti obtient ses deux premiers conseillers municipaux à Silla et Onda.

### Élections municipales de 2003
| Municipalité | Province | Voix | %      | Conseillers municipaux |
| ------------ | -------- | ---- | ------ | ---------------------- |
| Valence      | Valence  | 820  | 0,19 % |                        |
| Paterna      | Valence  | 104  | 0,41 % |                        |
| Paiporta     | Valence  | 42   | 0,36 % |                        |
| San Antonio  | Valence  | 33   | 1,48 % |                        |

### Élections municipales de 2007
| Municipalité              | Province  | Voix | %      | Conseillers municipaux |
| ------------------------- | --------- | ---- | ------ | ---------------------- |
| Valence                   | Valence   | 775  | 0,19 % |                        |
| Albal                     | Valence   | 188  | 2,37 % |                        |
| Beniparrell               | Valence   | 18   | 1,40 % |                        |
| Gandia                    | Valence   | 446  | 1,24 % |                        |
| Mislata                   | Valence   | 119  | 0,59 % |                        |
| Requena                   | Valence   | 60   | 0,58 % |                        |
| San Antonio de Benagéber  | Valence   | 63   | 2,12 % |                        |
| Silla                     | Valence   | 553  | 5,57 % | 1                      |
| Castellón                 | Castellón | 755  | 1,00 % |                        |
| Onda                      | Castellón | 627  | 5,26 % | 1                      |
| Benidorm                  | Alicante  | 188  | 0,73 % |                        |
| L'Hospitalet de Llobregat | Barcelone | 84   | 0,10 % |                        |
| Grenade                   | Grenade   | 89   | 0,08 % |                        |